# Pternistis hartlaubi
El francolin de Hartlaub  (Pternistis hartlaubi) es una especie de ave galliforme de la familia Phasianidae endémica de las zonas escarpadas de Namibia y Angola. Su nombre hace referencia al médico y ornitólogo alemán  Gustav Hartlaub.